# Amazonides ikondae
Amazonides ikondae är en fjärilsart som beskrevs av Emilio Berio 1972. Amazonides ikondae ingår i släktet Amazonides och familjen nattflyn. Inga underarter finns listade i Catalogue of Life.